# Florenc (métro de Prague)
Florenc est une station de métro à Prague, en Tchéquie. Située sur les lignes B et C du métro de Prague, elle est ouverte depuis le 9 mai 1974.